# Донешти (Олт)
Донешти (рум. Donești) насеље је у Румунији у округу Олт у општини Витомирешти. Oпштина се налази на надморској висини од 237 m.

## Становништво
Према подацима из 2002. године у насељу је живело 322 становника, од којих су сви румунске националности.